# Hotings landsfiskalsdistrikt
Hotings landsfiskalsdistrikt var 1941–1964 ett landsfiskalsdistrikt i Västernorrlands län, bildat när Sveriges nya indelning i landsfiskalsdistrikt trädde i kraft den 1 oktober 1941, enligt kungörelsen den 28 juni 1941. Detta distrikt bildades genom sammanslagning av två tidigare landsfiskalsdistrikt, Bodum och Tåsjö, vilka hade bildats den 1 januari 1918, när Sveriges första indelning i landsfiskalsdistrikt trädde i kraft. Den 1 januari 1965 avskaffades i Sverige samtliga landsfiskaler och landsfiskalsdistrikt, och deras arbetsuppgifter delades upp på de nyskapade indelningarna polisdistrikt, åklagardistrikt och kronofogdedistrikt.
Landsfiskalsdistriktet låg under länsstyrelsen i Västernorrlands län.

## Ingående områden
De två landskommunerna Bodum och Fjällsjö hade tidigare legat i Bodums landsfiskalsdistrikt och Tåsjö landskommun i Tåsjö landsfiskalsdistrikt. Genom kommunreformen 1 januari 1952 uppgick Bodums landskommun i Fjällsjö landskommun.

### Från 1 oktober 1941
- Bodums landskommun
- Fjällsjö landskommun
- Tåsjö landskommun

### Från 1952
- Fjällsjö landskommun
- Tåsjö landskommun